# Cyperus mogadoxensis
Cyperus mogadoxensis là loài thực vật có hoa trong họ Cói. Loài này được Chiov. mô tả khoa học đầu tiên năm 1940.